# 科特盧巴伊夫卡
48°31′17″N 27°57′49″E / 48.52139°N 27.96361°E
科特盧巴伊夫卡（烏克蘭語：Котлубаївка）是位於烏克蘭西南部的村莊，由文尼察州裡莫希利夫-波季利斯基区的切爾尼夫齊市鎮負責管轄。該村始建於1900年，面積0.43平方公里，海拔高度242米，2001年人口91，人口密度每平方公里211.63人。